# Каракулевка
Кара́кулевка (до 1948 года Кыр-Чеге́р-Аджи́; укр. Каракулівка, крымскотат. Qır Çeger Acı, Къыр Чегер Аджы) — исчезнувшее село в Черноморском районе Республики Крым, располагавшееся в центре района, в степной части Крыма, примерно в 3 километрах южнее современного села Кузнецкое.

## История
Первое документальное упоминание селения встречается в Камеральном Описании Крыма… 1784 года, судя по которому, в последний период Крымского ханства Елы Черкес Гаджи входил в Тарханский кадылык Козловскаго каймаканства.
После присоединения Крыма к России (8) 19 апреля 1783 года, (8) 19 февраля 1784 года, именным указом Екатерины II сенату, на территории бывшего Крымского ханства была образована Таврическая область и деревня была приписана к Евпаторийскому уезду. После павловских реформ, с 1796 по 1802 год входила в Акмечетский уезд Новороссийской губернии. По новому административному делению, после создания 8 (20) октября 1802 года Таврической губернии, Джага-Чегер-Аджи был включён в состав Яшпетской волости Евпаторийского уезда. Видимо, в результате эмиграции крымских татар, последовавшей после Присоединение Крыма к России, в Турцию деревня опустела и в Ведомости о волостях и селениях, в Евпаторийском уезде с показанием числа дворов и душ… от 19 апреля 1806 года не записана, а на военно-топографической карте генерал-майора Мухина 1817 года
Кир чекир хадже обозначена пустующей, нет её и в «Ведомости о казённых волостях Таврической губернии 1829 года». В 1820-х годах владелец окрестных земель действительный тайный советник Василий Степанович Попов переселял в пустующие селения государственных рестьян, в основном с Украины и на карте 1836 года в деревне 6 дворов, а на карте 1842 года условным знаком «малая деревня», то есть, менее 5 дворов обозначена уже русская деревня Кир-Чегер-Аджи.
В 1860-х годах, после земской реформы Александра II, деревню приписали к Курман-Аджинской волости. На трехверстовой карте 1865—1876 года в русской деревне Кыр-чегер-аджи обозначено 6 дворов. При этом в учетных документах селение, как хутор Аджи-Чегер Верхний Кунанской волости Евпаторийского уезда, встречается только в Статистическом справочнике Таврической губернии 1915 года, согласно которому на хуторе числилось 2 двора с русским населением без приписных жителей, но с 17 — «посторонними».
После установления в Крыму Советской власти, по постановлению Крымревкома от 8 января 1921 года № 206 «Об изменении административных границ» была упразднена волостная система и образован Евпаторийский уезд, в котором создан Ак-Мечетский район и село вошло в его состав, а в 1922 году уезды получили название округов. 11 октября 1923 года, согласно постановлению ВЦИК, в административное деление Крымской АССР были внесены изменения, в результате которых округа были отменены, Ак-Мечетский район упразднён и село вошло в состав Евпаторийского района. Согласно Списку населённых пунктов Крымской АССР по Всесоюзной переписи 17 декабря 1926 года, в селе Джага-Чегер-Аджи (верхний), или Чегер-Аджи, в составе упразднённого к 1940 году Сабанчинского сельсовета Евпаторийского района, числилось 16 дворов, все крестьянские, население составляло 94 человека, из них 93 русских и 1 татарин. Согласно постановлению КрымЦИКа от 30 октября 1930 года «О реорганизации сети районов Крымской АССР», был восстановлен Ак-Мечетский район (по другим данным 15 сентября 1931 года) и село включили в его состав. По данным всесоюзной переписи населения 1939 года в селе проживало 52 человека.
С 25 июня 1946 года Кыр-чегер-аджи в составе Крымской области РСФСР. Указом Президиума Верховного Совета РСФСР от 18 мая 1948 года Кыр-чегер-аджи переименовали в Каракулевку. 26 апреля 1954 года Крымская область была передана из состава РСФСР в состав УССР. С начала 1950-х годов, в ходе второй волны переселения (в свете постановления № ГОКО-6372с «О переселении колхозников в районы Крыма»), в Черноморский район приезжали переселенцы из различных областей Украины. Время включения в Новосельский сельсовет пока не установлено: на 15 июня 1960 года селение уже числилось в его составе. Ликвидирована до 1968 года, как посёлок Новосельского сельсовета.